# Усенко Данило
Данило Микитович Усенко (15 грудня 1886, м. Городище Черкаського пов. Київської губ., тепер Черкаської обл. — †після 14 грудня 1929) — український військовий, інженер-агроном; помічник комісара цивільного прифронтового комісаріату при 2-й Волинській дивізії (1920), професорський стипендіат Української господарської академії (14.12.1929, Подєбради).
Закінчив Мошногірську нижчу с.-г. школу (1905), витримав іспит на «вольноопределяющегося» при Черкаській гімназії (1905). Двічі прослухав курси ґуральництва при Юріївському університеті. Закінчив Житомирську школу прапорщиків (1915). Командував ротою російської армії. Закінчив гімназію для дорослих при Кам'янець-Подільському університеті (1919). Навчався на с.-г. факультеті цього ж університету. Скінчив курси адміністрації в Ченстохові (1921). Написав «Спогади…» 3 лютого 1923 року.